# 브리티시 롱헤어
브리티시 롱헤어(British Longhair)는 중간 크기의 중장모를 가진 집고양이의 일종이다. 중장모의 털을 가지기에 브리티시 세미 롱헤어로도 불린다.

## 역사
브리티시 롱헤어는 오랫동안 지속된 브리티시 쇼트헤어 품종에서 발전된 장모종이다. 20세기 중반, 브리티시 쇼트헤어는 터키시 앙고라와 오늘날 전통적인 페르시안과 같이 수입된 장모 품종과 교배되었다. 이러한 잡종의 결과로, 영국 고양이 공장들은 종종 (일반적으로 원치 않는) 중장모 털 표본을 만들어냈다. 최근 몇 년 동안, 이들은 일관되고 정형화된 브리티시 롱헤어를 만들기 위해 시도하고 있다.

## 건강
브리티시 롱헤어는 중성화하거나 실내 전용 고양이로 키우면 비만이 되기 쉽다.
대부분의 장모 고양이들처럼, 삣질이 필요하거나 멍이 드는 경향이 있다. 가을과 겨울은 겨울을 대비해 외피가 두꺼워지기 때문에 털 엉킬 위험이 가장 높은 계절이다.
페르시안에서 파생된 다른 종들과 마찬가지로 이 품종은 유전성 다낭성 신장병(PKD), 특히 상염색체 우성 다낭성 신장병(ADPKD)의 위험을 증가시킨다.